# Marco Teubner
Marco Teubner (geboren 1972 in Roth) ist ein deutscher Spieleautor, der sich vor allem auf Kinderspiele konzentriert. Daneben entwickelt er unter anderem Adaptionen von Familienspielen für Kinder und in den letzten Jahren auch Spiele für das Tiptoi-System beim Ravensburger-Verlag. Mehrere seiner Spiele wurden für Spielepreise wie das Spiel der Spiele nominiert, 2016 gewann er mit Stone Age Junior den Jury-Preis Kinderspiel des Jahres sowie die Essener Feder für die beste Spiele-Anleitung.

## Biografie
Marco Teubner wurde 1972 in Roth bei Nürnberg in Franken geboren. Er studierte angewandte Kulturwissenschaften und Kulturpädagogik an der Universität Hildesheim. Von 1997 bis 2000 erhielt er ein Stipendium der Stiftung der Deutschen Wirtschaft. Seit 2002 arbeitet er als freischaffender Spieleautor in Antdorf, Oberbayern und er erhielt 2003 ein Spieleautoren-Stipendium der Jury Spiel des Jahres e. V.

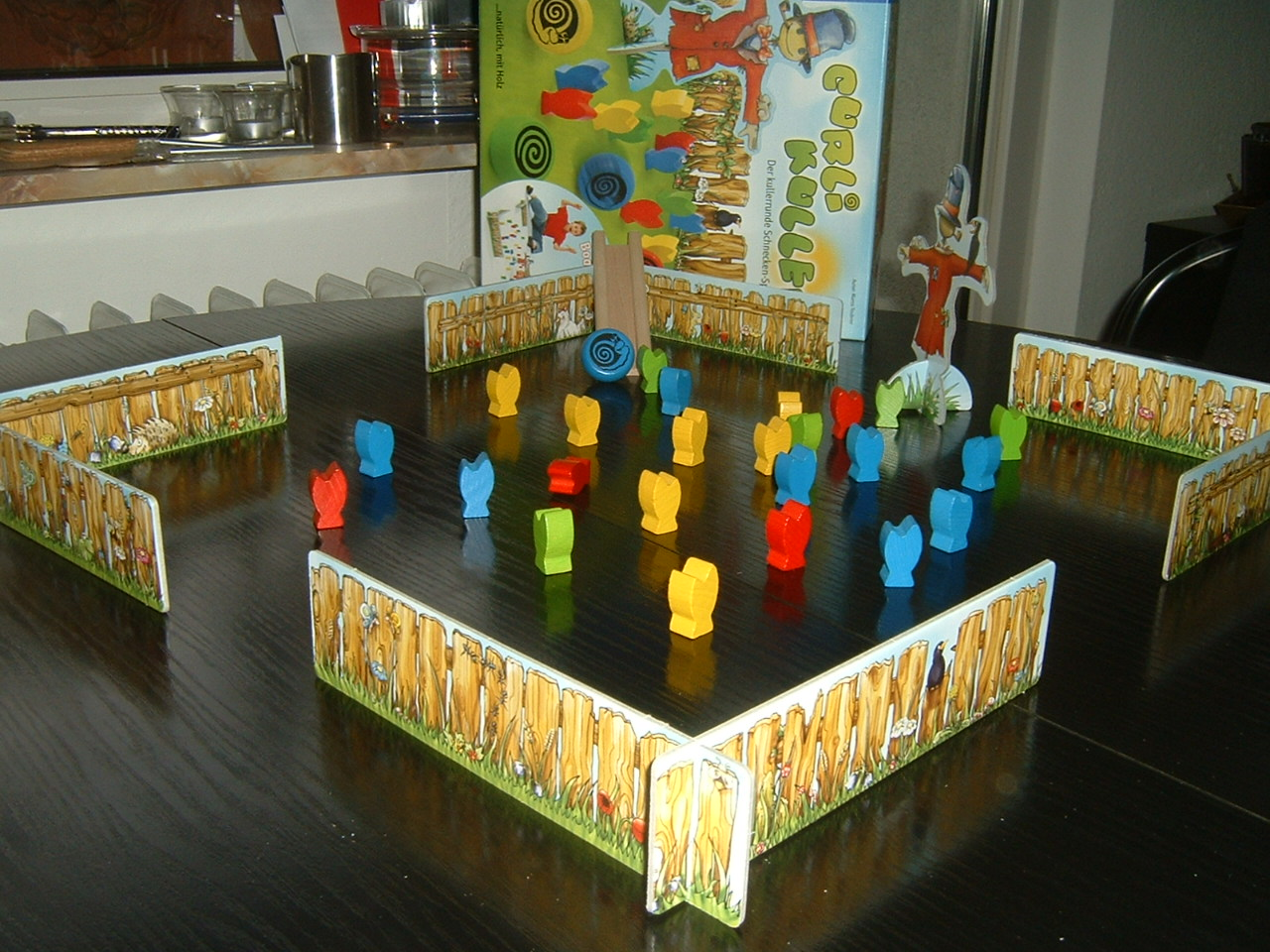
Curli Kuller (Nominierungsliste zum Kinderspiel des Jahres 2009)

Seine ersten Veröffentlichungen erfolgten Mitte der 2000er Jahre mit Spielen wie Willis wilde Wühlerei und Bravo Piepino (beide 2005) und 2006 wurde das Spiel Zoff im Hühnerhof sowohl im Rahmen des Spiel der Spiele in der Liste der Spiele für Kinder sowie in die Empfehlungsliste zum Kinderspiel des Jahres aufgenommen. In dem Folgejahren wurden mehrere von ihm entwickelte Spiele sowohl in die Empfehlungslisten des Kinderspiels des Jahres aufgenommen, einzelne wie Curli Kuller (2009) oder Die kleinen Drachenritter (2012) wurden sogar für das beste Spiel für Kinder nominiert. 2016 gewann er mit Stone Age Junior, einer Kinderspieladaption des Familienspiels Stone Age, den Jury-Preis Kinderspiel des Jahres sowie die Essener Feder für die beste Spiele-Anleitung, im gleichen Jahr wurde sein Spiel Raben schubsen als Kinderspiel im Rahmen des Spiels der Spiele ausgezeichnet wie auch für den Toy Innovation Award nominiert.
Marco Teubner ist Mitglied der Spiele-Autoren-Zunft (SAZ) und war von 2015 bis 2017 deren Vorsitzender.

## Ludographie (Auswahl)
- 2005: Willis wilde Wühlerei
- 2005: Bravo Piepino
- 2006: Zoff im Hühnerhof
- 2006: Zwerg Riese
- 2007: Schneller Becher (mit Udo Peise)
- 2007: Pino Sortino
- 2008: Curli Kuller
- 2008: Ochsen soxen
- 2008: Sutter’s Mill
- 2008: Wir spielen Einkaufen
- 2008: Wolkenbilder
- 2009: Carcassonne – Die Kinder von Carcassonne
- 2009: Labyrinth – Das Duell
- 2009: Schatz der Mumie
- 2010: 1000 und ein Schatz
- 2010: Rabbids – Das Familien-Partyspiel (mit Udo Peise)
- 2010: Safranito
- 2010: Sicher ans Ziel
- 2010: Reise durch die Jahreszeiten (mit Heinrich Glumpler, Tiptoi)
- 2011: Der Formen-Kobold
- 2011: Die geheimnisvolle Maske (mit Heinrich Glumpler, Tiptoi)
- 2011: Keks oder König
- 2011: Kullerei mit Drachenei
- 2012: Die kleinen Drachenritter
- 2012: Das Tal der Tempel (mit Heinrich Glumpler, Tiptoi)
- 2013: Hey, Piraten
- 2013: Manno Monster
- 2013: Wir spielen Baustelle (Tiptoi)
- 2014: Hook
- 2014: Tatort – das Spiel (mit Heinrich Glumpler)
- 2015: Der Schatz der 13 Inseln
- 2015: Flying Kiwis (mit Frank Bebenroth)
- 2015: Pass auf, kleine Krabbe
- 2015: Pronto (mit Udo Peise)
- 2015: Raben schubsen
- 2016: Stone Age Junior
- 2016: Gigi Gnomo
- 2016: Kneipenquiz (mit Heinrich Glumpler)
- 2016: Kullerhexe
- 2017: Carcassonne junior
- 2017: 1, 2, 3 – Hex herbei!
- 2017: SafeHouse (mit Sebastian Fitzek)
- 2017: Stone Age Junior: Das Kartenspiel
- 2018: Schaben jagen
- 2018: Fabulantica
- 2018: Affenstarke Zahlenbande
- 2019: Small Talk Bingo (mit Jens Merkl)
- 2019: No Return: Es gibt kein zurück!
- 2019: Hempels Sofa
- 2019: Dragon's Cave
- 2019: Dragon Market
- 2020: Sebastian Fitzek Safehouse Würfelspiel
- 2020: Sebastian Fitzek Killercruise (nach einer Idee von Sebastian Fitzek und Jörn Stollmann)
- 2020: Dodo – Rettet das Wackel-Ei:
- 2020: Böse Kuh
- 2021: Hibachi
- 2022: Schlemmermonster
- 2022: Jurassic World: Rückkehr zur Isla Nublar
- 2022: Laniakea
- 2022: Gummiland

## Auszeichnungen
Zahlreiche Spiele von Marco Teubner wurden für verschiedene Spielepreise nominiert oder konnten diese gewinnen:
- Kinderspiel des Jahres
  - Zoff im Hühnerhof: Empfehlungsliste 2006
  - Pino Sortino: Empfehlungsliste 2008
  - Würfelwölfe: Empfehlungsliste 2009
  - Curli Kuller: Nominierungsliste 2009
  - Schatz der Mumie: Empfehlungsliste 2010
  - 1000 und ein Schatz: Empfehlungsliste 2011
  - Safranito: Empfehlungsliste 2011
  - Die kleinen Drachenritter: Nominierungsliste 2012
  - Stone Age Junior: Gewinner 2016
  - Kullerhexe: Empfehlungsliste 2017
  - Fabulantica: Nominierung 2019
- Deutscher Kinderspielepreis
  - Dodo – Rettet das Wackel-Ei: Gewinner 2021
- Österreichischer Spielepreis
  - Zoff im Hühnerhof: Spiele für Kinder 2006
  - Raben schubsen: Spiele für Kinder 2016
  - 1, 2, 3 – Hex herbei!: Spiele für Kinder 2017
- Essener Feder
  - Stone Age Junior: Gewinner 2016

## Belege
1. ↑  Über mich (Memento vom 1. Januar 2017 im Internet Archive). In: spielewerk.com, abgerufen am 1. Januar 2017.
2. ↑  Chronologie der SAZ-Vorstände. In: spieleautorenzunft.de, abgerufen am 4. Juni 2020.

| Personendaten    | Personendaten         |
| ---------------- | --------------------- |
| NAME             | Teubner, Marco        |
| KURZBESCHREIBUNG | deutscher Spieleautor |
| GEBURTSDATUM     | 1972                  |
| GEBURTSORT       | Roth                  |